# Česká Muaythai Asociace
Česká Muaythai Asociace, z.s. (C.M.T.A.) je občanské sdružení, které zastřešuje Muaythai v Česku. Byla založena 19. října 1992. Je členem České unie sportu a Českého olympijského výboru a mezinárodních zastřešujících organizací IFMA (amatéři) a WMC (profesionálové).

## Historie
U nás vznikla tato organizace díky Petru Macháčkovi, který kontaktoval zástupce oficiální světové organizace EMTA pana Detlefa Thurnau, u něhož trénoval a získal instruktorskou licenci a pověření k založení pobočky EMTA-IKBF v tehdy ještě ČSFR. Zakládajícím výborem byl potom zvolen čestným prezidentem C.M.T.A. Jejímu vzniku kromě jiného velmi napomohla také úzká spolupráce s velvyslanectvím Thajského království a především jejího ambasadora pana Kobsaka Chutikula a prvního tajemníka pana Nirana Boonjita, kteří převzali patronát nad asociací C.M.T.A.
Od 30. března 1996 je řádným členem ČSTV dnes již ČUS (Česká unie sportu).
Také se zapojila do projektu boje proti dopingu jako člen světové organizace IFMA, která je pod patronací WADA.
Dne 6. prosince 2016 bylo Muaythai jako bojové umění, bojový sport s více než tisíciletou tradicí uznáno Mezinárodním olympijským výborem. Tato událost v dějinách našeho sportu je opravdovým a nejdůležitějším mezníkem, který zařadil sportovní odvětví Muaythai mezi ostatní veřejnosti známé a populární sporty.

## Cíle a poslání
C.M.T.A. pod svojí hlavičkou především shromažďuje jednotlivé regionální kluby a jejich závodníky, čímž napomáhá k jejich lepší organizovanosti a možnosti budování reprezentace České republiky již od raného počátku. Vykonává dohled nad dodržováním čistoty Muaythai, regulí C.M.T.A. vycházejících z předpisů IFMA či WMC – WORLD MUAYTHAI COUNCIL a zamezuje tak vzniku aktivit poškozujícím dobré jméno Muaythai.
Každoročně organizuje sérii turnajů Mistrovství České republiky v muaythai, v kategoriích seniorů, juniorů, žen a dětí, z nichž se vítězové stávají Mistry ČR v muaythai. Tato soutěž je rozdělena na českou a moravskou část, které probíhají celoročně s měsíční periodou.
C.M.T.A. je jedinou organizací v ČR s možností vybavovat českou reprezentaci v muaythai. Proto také pořádá soustředění české reprezentace nebo výměnné tréninkové kempy se zahraničními partnery.
Každoročně se zástupci asociace účastní vrcholných mezinárodních soutěží, kterými jsou Evropské a Světové poháry, Mistrovství Evropy či Mistrovství světa v muaythai, odkud pravidelně její reprezentanti přiváží cenné medaile.
Kromě výše zmíněných činností zastřešuje a organizuje C.M.T.A. vzdělávání profesionální či amatérské veřejnosti. Pořádá školení trenérů a rozhodčích a dodává jednotlivým vzdělávacím institucím plnohodnotné lektorské odborníky.

## Síň slávy
nejvýznamnější české úspěchy
- 2014: Matouš Kohout – profesionální mistr Evropy v Muaythai
- 2015: Lukáš Dvořák – profesionální mistr Evropy v Muaythai